# Nagroda za pierwszoplanową rolę kobiecą na Festiwalu Polskich Filmów Fabularnych
Nagroda za pierwszoplanową rolę kobiecą na Festiwalu Polskich Filmów Fabularnych w Gdańsku i (od 1987 roku) w Gdyni jest przyznawana w konkursie głównym od pierwszej edycji festiwalu, czyli od 1974 roku. Trzykrotnie (w roku 1976, 1978 i 2002) jurorzy zdecydowali nie nagradzać nią żadnej z aktorek. Najmłodszą laureatką jest Magdalena Cielecka, która w 1995 roku w wieku dwudziestu trzech lat została wyróżniona za rolę w filmie Pokuszenie. Najstarszymi zaś: Danuta Szaflarska (Pora umierać) i Krystyna Feldman (Mój Nikifor); w momencie, w którym odbierały nagrodę miały odpowiednio dziewięćdziesiąt dwa (2007) i osiemdziesiąt cztery lata (2004). Ponadto Feldman jest jedyną aktorką, która została nagrodzona za postać mężczyzny. W 1992 roku wygrała Teresa Budzisz-Krzyżanowska, która wcieliła się w filmie Odjazd w podwójną rolę córki i matki. Grażyna Błęcka-Kolska, Magdalena Boczarska, Jowita Budnik, Agnieszka Grochowska, Katarzyna Figura, Krystyna Janda, Jadwiga Jankowska-Cieślak, Maja Komorowska, Maja Ostaszewska, Dorota Stalińska dwukrotnie wygrywały rywalizację o nagrodę za pierwszoplanową rolę kobiecą i jest to rekord w historii festiwalu. W ciągu ponad trzydziestu lat istnienia festiwalu dwa razy w konkursie triumfowała artystka z zagranicy. W 1974 roku, w pierwszej edycji, wygrała Rosjanka Ludmiła Kasatkina. Trzydzieści cztery lata później nagrodę otrzymała jej rodaczka Swietłana Chodczenkowa. Nagrodą dla laureatki jest 15 tysięcy złotych.

## Laureatki nagrody

### 1974–1979
- 1974: nagroda ex aequo
  - Ludmiła Kasatkina − Zapamiętaj imię swoje jako „Zinajda Worobjowa”
  - Małgorzata Pritulak − Jej portret jako Danka Wisławska i Chleba naszego powszedniego jako Krysia
- 1975: nagroda ex-aequo
  - Jadwiga Barańska − Noce i dnie jako Barbara Niechcic
  - Zofia Jaroszewska − Dom moich synów jako Jadwiga Górecka
  - Maja Komorowska − Bilans kwartalny jako Marta Siemińska
- 1976: nie przyznano
- 1977: Jadwiga Jankowska-Cieślak − Sam na sam jako Ania Sarnecka
- 1978: nie przyznano
- 1979: Halina Łabonarska − Aktorzy prowincjonalni jako Anka Malewska

### 1980–1989
- 1980: Dorota Stalińska − Bez miłości jako Ewa Bracka
- 1981: Mirosława Marcheluk − Wahadełko jako Aniela Szmańdówna
- 1982: festiwal nie odbył się
- 1983: festiwal nie odbył się
- 1984: Dorota Stalińska − Krzyk jako Marianna „Perełka”
- 1985: Ewa Błaszczyk − Nadzór jako Klara Małosz
- 1986: Ewa Wiśniewska − Cudzoziemka jako Róża
- 1987: Magda Teresa Wójcik − Matka Królów jako Łucja Król
- 1988: nagroda ex-aequo
  - Maria Chwalibóg − Kobieta samotna jako Irena Misiak
  - Grażyna Szapołowska − Krótki film o miłości jako Magda
- 1989: nie przyznano nagród regulaminowych

### 1990–1999
- 1990: Krystyna Janda − Przesłuchanie jako Antonina Dziwisz
- 1991: Ryszarda Hanin − Jeszcze tylko ten las jako Kulgawcowa
- 1992: Teresa Budzisz-Krzyżanowska − Odjazd jako Hilda Baumler / Augusta Baumler
- 1993: Anna Dymna − Tylko strach jako Katarzyna Sosnowska
- 1994: nagroda ex-aequo
  - Grażyna Błęcka-Kolska − Cudowne miejsce jako Grażynka Andryszkówka
  - Stanisława Celińska − Spis cudzołożnic jako Iza Gęsiareczka
- 1995: Magdalena Cielecka − Pokuszenie jako siostra Anna
- 1996: Maja Komorowska − Cwał jako Ciotka Idalia Dobrowolska
- 1997: Jadwiga Jankowska-Cieślak − Wezwanie jako Barbara Makowska
- 1998: Maja Ostaszewska − Przystań jako Karolina Dobrzyńska
- 1999: Katarzyna Figura − Ajlawju jako Gosia

### 2000–2009
- 2000: Maja Ostaszewska − Patrzę na Ciebie, Marysiu  jako Marysia Orzechowska i Prymas. Trzy lata z tysiąca  jako siostra Maria Leonia Graczyk
- 2001: nagroda ex-aequo
  - Ewa Kasprzyk − Bellissima jako Elżbieta
  - Kinga Preis − Cisza jako Magdalena „Mimi”
- 2002: nie przyznano
- 2003: Katarzyna Figura − Ubu Król jako Ubica
- 2004: Krystyna Feldman − Mój Nikifor jako Nikifor Krynicki
- 2005: nagroda ex-aequo
  - Karolina Gruszka − Kochankowie z Marony jako Ola
  - Krystyna Janda − Parę osób, mały czas jako Jadwiga Stańczakowa
- 2006: Jowita Budnik − Plac Zbawiciela jako Beata Zielińska
- 2007: Danuta Szaflarska − Pora umierać jako Aniela
- 2008: Swietłana Chodczenkowa − Mała Moskwa jako Wiera Swietłowa / Wiera, córka Wiery
- 2009: Agata Buzek − Rewers jako Sabina Jankowska

### Od 2010
- 2010: Magdalena Boczarska − Różyczka jako Kamila „Różyczka” Sakowicz
- 2011: Roma Gąsiorowska − Ki jako Ki
- 2012: Agnieszka Grochowska – W ciemności jako Klara Keller
- 2013: Agata Kulesza – Ida jako Wanda Gruz
- 2014: Zofia Wichłacz – Miasto 44 jako Alicja „Biedronka”
- 2015: Agnieszka Grochowska − Obce niebo jako Basia
- 2016: Aleksandra Konieczna – Ostatnia rodzina jako Zofia Beksińska[2]
- 2017: ex-aequo Jowita Budnik i Eliane Umuhire – Ptaki śpiewają w Kigali, odpowiednio jako Anna Keller i Claudine Mugambira[3]
- 2018: Grażyna Błęcka-Kolska – Ułaskawienie jako Hanna Szewczyk[4]
- 2019: Magdalena Boczarska – Piłsudski jako Maria Piłsudska[5]
- 2020: Magdalena Koleśnik – Sweat jako Sylwia Zając
- 2021: Maria Dębska – Bo we mnie jest seks jako Kalina Jędrusik